# تشاك ألين
تشاك ألين (بالإنجليزية: Chuck Allen)‏ هو لاعب كرة قدم أمريكية أمريكي، ولد في 7 سبتمبر 1939 في كلي إلوم في الولايات المتحدة، وتوفي في 15 ديسمبر 2016.

## وصلات خارجية
- تشاك ألين على موقع مرجع كرة القدم المحترفة.كوم (الإنجليزية)